# Scopula attentata
Scopula attentata là một loài bướm đêm trong họ Geometridae.